# La Crescent (Minnesota)
La Crescent es una ciudad ubicada en el condado de Houston en el estado estadounidense de Minnesota. En el Censo de 2010 tenía una población de 4830 habitantes y una densidad poblacional de 537,12 personas por km².

## Geografía
La Crescent se encuentra ubicada en las coordenadas 43°49′46″N 91°18′7″O / 43.82944, -91.30194. Según la Oficina del Censo de los Estados Unidos, La Crescent tiene una superficie total de 8.99 km², de la cual 7.62 km² corresponden a tierra firme y (15.29%) 1.38 km² es agua.

## Demografía
Según el censo de 2010, había 4830 personas residiendo en La Crescent. La densidad de población era de 537,12 hab./km². De los 4830 habitantes, La Crescent estaba compuesto por el 96.46% blancos, el 0.83% eran afroamericanos, el 0.1% eran amerindios, el 0.64% eran asiáticos, el 0.02% eran isleños del Pacífico, el 0.12% eran de otras razas y el 1.82% pertenecían a dos o más razas. Del total de la población el 1.1% eran hispanos o latinos de cualquier raza.